# Парк Яна Домбровского (Познань)
Парк Яна Домбровского (пол. Park Jana Henryka Dąbrowskiego) — парк, находящийся в старом городе Познани, Польша. Парк ограничен улицей Огродовой на севере, улицей Ратайчака на западе, улицей Пулвейской на востоке и зданием старой пивоварни на юге. Парк назван именем польского генерала Яна Домбровского.

## История
Парк был разбит в межвоенное время на территории бывшего кальвинистского и лютеранского кладбища.
В 1832 году представители религиозного движения чешских братьев купили в Познани участок земли, на котором находилась усадьба известной семьи Мычильских. На этом участке также находился винный завод. Чешские братья обустроили на этом участке кладбище, которое позднее перешло в собственность близлежащего лютеранского прихода Святого Петра.
С 1936 году на кладбище не производились захоронения. В 1936 году региональный комитет по охране природы преобразовал кладбище в природный заповедник.
В 1945 году кладбище в ходе боевых действий подверглось значительному разрушению. Недалеко от кладбища находился Дом солдата, который был штабом Гестапо. Во время ожесточённых боёв за взятие штаба Гестапо, пострадали большинство надгробий и крупных деревьев, находившихся на территории кладбища. Полностью был уничтожен подлесок и погибли редкие виды улиток, обитавших здесь. Выжили только несколько небольших каштанов, тополей, лип и ясеней. Также была почти полностью разрушена усадьба Мычильских.
В послевоенное время кладбище было переделано в парк, который носил название «Парк Освобождения». После 1990-х годов парк был переименован в честь польского генерала Яна Генрика Домбровского.

## В настоящее время
В настоящее время площадь парка составляет 4 гектара. Существуют планы по углублению пруда.
На северо-восточной части парка находится скульптурная композиция Не-Памятник и методистская церковь Святого Креста.

## Источник
- Helena Szafran, Miasto Poznań i okolica, Poznańskie Towarzystwo Przyjaciół Nauk, Poznań, 1959, стр.139-140
- Poznań — atlas aglomeracji 1:15.000, wyd. CartoMedia/Pietruska & Mierkiewicz, Poznań, 2008, ISBN 978-83-7445-018-8